# Andrej Panadić
Andrej Panadić, hrvaški nogometaš in trener, * 9. marec 1969.
Za jugoslovansko reprezentanco je odigral tri uradne tekme.